# Oxyopes pallidecoloratus nigricans
Oxyopes pallidecoloratus là một phân loài nhện trong họ Oxyopidae.
Loài này thuộc chi Oxyopes. Oxyopes pallidecoloratus nigricans được Lodovico di Caporiacco miêu tả năm 1947.